# Hrefnesholt
Hrefnesholt è un luogo nell'opera Beowulf in cui il re dei Geati Hæþcyn aveva portato la regina dei Sueoni da lui rapita. Il re svedese Ongenþeow arrivò a salvarla e uccise Hæþcyn. L'esercito geato ebbe tuttavia rinforzi da Hygelac, mentre i Sueoni dovettero rifugiarsi in una fortezza, ma furono sbaragliati dai Geati. Ongenþeow fu ucciso e Hygelac divenne il nuovo re dei Geati.
Un luogo chiamato Ramshult (la forma moderna del nome) esiste davvero ed ha una fortezza. Si trova sull'isola di Orust, che fu in territorio geato a quel tempo secondo il Nordisk familjebok.